# Epitymbia alaudana
Epitymbia alaudana là một loài bướm đêm thuộc họ Tortricidae. Nó được tìm thấy ở Úc.